# Decepció

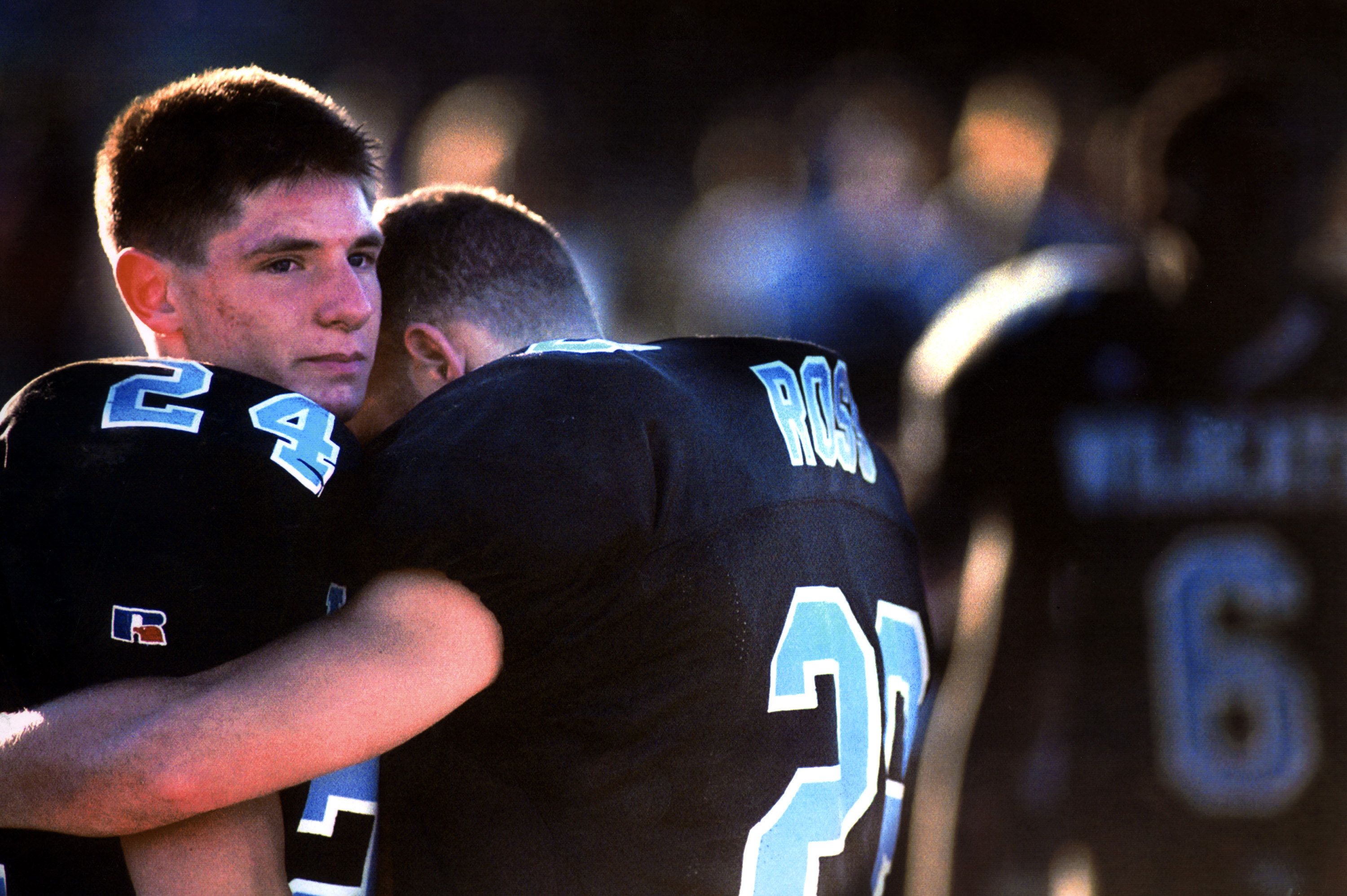
Decepció dels jugadors d'un equip de futbol americà després d'una derrota en un partit del 1998.

La decepció és un sentiment negatiu que es produeix quan no s'acompleixen les expectatives sobre un afer o persona. Segons Robert Plutchik es forma en unir dues emocions primàries: la sorpresa i la pena. La decepció, si perdura en el temps, pot esdevenir una frustració o ser un detonant de la depressió, ja que dificulta la projecció d'expectatives positives (l'esperança) que és un al·licient per a l'acció i l'equilibri psíquic.
La decepció és subjectiva perquè depèn del resultat esperat d'un esdeveniment, per tant un mateix fet pot resultar decebedor per a una persona i no per a una altra (per exemple un aprovat a un examen pot ser considerat un èxit per un alumne i una decepció per un altre que esperava millor nota).
Quan la decepció afecta les persones, es canvia la imatge mental que es tenia d'elles, sobretot si afecta a trets fonamentals de la personalitat i pot produir la ruptura de la relació.